# Petr Faster (technik)
Petr Faster (13. března 1936 Praha – 27. dubna 2009 Ostrava) byl báňský technik na Hlavní báňské záchranné stanici v Ostravě. Po vyřazení z dolu, ze zdravotních důvodů, byl přeložen do útvaru taktiky, výchovy a výcviku na post vedoucího oddělení. Patřil k uznávaným odborníkům v oblasti báňského záchranářství.

## Životopis
Bývalý báňský technik HBZS Ostrava Petr Faster se narodil dne 13. března 1936 v Praze. Po absolvování povinné školní docházky nastoupil v rámci Lánské akce dne 1. září 1951 jako učeň na důl Prezident Beneš v Libušíně. Před ukončením učební doby byl vyslán ke studiu na Vyšší průmyslovou školu hornickou na Kladně. Po úspěšném složení maturitní zkoušky nastoupil na dne 2. června roku 1956 nastoupil jako technik na Důl Stalin v OKR, kde pracoval jako revírník v různých úsecích, ale nakonec mu nejbližší byl úsek větrání. V listopadu 1957 absolvoval kurz báňských záchranářů a v roce 1959 kurz vedoucího větrání. Dnem 1. července 1959 přešel na HBZS v Ostravě Radvanicích do funkce směnmistra. Mnohokrát zasahoval jako záchranář a zúčastnil se řízení likvidace následků mnoha závažných důlních nehod. Již od počátku svého působení na HBZS Ostrava byl aktivním aktérem většiny technických, organizačních a taktických inovací v báňské záchranné službě. Neustálým studiem si rozšiřoval svoje znalosti, které předával se svými bohatými zkušenostmi jako lektor při školeních ostatním záchranářům a báňským technikům. Stal se uznávaným odborníkem v oblasti báňského záchranářství. V roce 1964 byl u zahájení vydávání listovky Záchranář. Aktivně se podílel na mezinárodní spolupráci báňských záchranných služeb a tvorbě norem a předpisů pro báňské záchranáře na mezinárodní úrovní a následně absolvoval intenzivní kurz ruského jazyka. V roce 1969 vedl autorský kolektiv, který vytvořil Úvod do hornictví a v roce 1977 byl spoluautorem první obsáhlé učebnice Důlní záchranářství. Dnem 1. března 1977 byl ze zdravotních důvodů vyřazen z práce v podzemí a přešel do funkce vedoucího útvaru, taktiky a výcviku. V osmdesátých letech se významně zasloužil o zřízení výstavy vývoje dýchací techniky v areálu HBZS Ostrava. Po 32 letech působení na HBZS odešel 30. června 1991 do starobního důchodu. Má velkou zásluhu na vydání publikaci Báňské záchranářství I – Kompendium pro báňské záchranáře a Báňské záchranářství II – Kompendium pro vedoucí likvidace havárii. Petr Faster byl ženatý.
Za svoji aktivní činnost, obětavost a neúnavnou práci ve prospěch báňského záchranářství a hornictví byl několikrát vyznamenán záchranářskými, rezortními a státními vyznamenáními v Česku i v zahraničí. Zemřel ve věku 73 let dne 27. dubna 2009.

## Dílo
- Také CO2 graficky. In: Záchranář, 9/1979
- Útlum tlakové vlny při výbuchu. In: Záchranář. 4/1972
- Co víš o CO? Záchranář, 9/1997
- Nepříznivé mikroklimatické podmínky. In: Záchranář, 1–3/1999
- Zjednodušení výpočtu při vyhodnocování depresních snímků důlních větrních sítí. Ostrava: VVUÚ 1960
- Grafické stanovení výbušnosti požárních plynů. In. Ostravský horník, příloha HBZS Ostrava, 6/1966 (HAVRÁNEK, Z.)
- Úvod do hornictví pro učně. SNTL Praha, 1969 (a kol.)
- Devadesátiletý Aerolith. In: Záchranář 10/1996 HBZS Ostrava
- Důl Šalamoun V Ostravě. In: Záchranář 1/1998 HBZS Ostrava
- Jen další vzpomínka na Bedřišku. In: Záchranář 6/1998 HBZS Ostrava
- Katastrofa na Gabriele varuje. In: Ostravský horník (listovka HBZS) 2/1964. HBZS Ostrava
- Malá ohlédnutí za velkými činy. In. Záchranář 4/1983. HBZS Ostrava
- Malé rozhlédnutí po jihu Moravy. In: Záchranář 4/2004. HBZS Ostrava
- Na Michálku nezapomínáme. In: Záchranář 11/1995. HBZS Ostrava
- Nová jáma 1919. In: Záchranář 10/1994. RBZS Ostrava
- Před sto a jedním rokem v severočeském hnědouhelném revíru. In: Záchranář 1/2003 HBZS Ostrava
- QFF Mošnov 756,9. In: Ostravský horník (listovka HBZS) 1/1967. HBZS Ostrava
- Rukopis ad hoc pro Memento. Ostrava, 2004–2008
- Stoletý pamětník. In: Záchranář 9/1996. HBZS Ostrava
- V Güntheru před 25 lety. In: Záchranář 3/1991. HBZS Ostrava
- Výbuch na Dole ČSA v Karviné dne 22.3.1977. In: Záchranář 2/2007. HBZS Ostrava
- Výbuch na Nové jámě v Lazích. In: Záchranář 4/1967. HBZS Ostrava
- Vzpomínky na tragickou událost před 65 lety. In: Záchranář 8/1999: soubor čtyř samostatných článků. RBZS Ostrava
- Z historie Poučení. In: Záchranář 3/2007. HBZS Ostrava
- Záchranné vrty v JML. In: Záchranář 7/1970. HBZS Ostrava
- Zárubek 1990. In: záchranář 5/1990. HBZS Ostrava
- Zatopení kamenouhelného dolu Julius a jeho záchrana v roce 1945. In: Záchranář 3/2005. HBZS Ostrava
- Bezpečnost práce a báňské záchranářství. In: Uhelné hornictví v OKR, s. 372 ad. ANAGRAM. Ostrava 2003 (HÁJEK, L.)
- Na Nové jámě v Lazech v květnu před osmdesáti lety. In: Záchranář 5/1999. HBZS Ostrava (HÁJEK, Lubomír)
- Záchranné akce na pomoc odříznutým lidem ve světě. In: Záchranář 9/1998. HBZS Ostrava (SMIČKA, Václav)
- Rejstřík listovky záchranář 1964–2000. (SMIČKA,V.)
- Publikoval do časopisu Záchranář.[3]

## Ocenění
- Udělen Zlatý záchranářský kříž